# Manguebeat
El Manguebeat (también escrito como manguebit o mangue beat) es un movimiento musical que surgió en Brasil en la década de 1990 en Recife que mezcla ritmos regionales, como el maracatú, con rock, hip hop, funk y música electrónica.
El Manguebeat tiene comoiícono al músico Chico Science, exvocalista, ya fallecido, de la banda Chico Science e Nação Zumbi, idealizador del rótulo mangue y principal divulgador de las ideas, ritmos y características del Manguebeat. Otro gran responsable del crecimiento de ese movimiento fue Fred 04, vocalista de la banda Mundo Livre S/A y autor del primer manifesto del Mangue de 1992, titulado "Caranguejos com cérebro".

El objetivo del movimiento surgió de una metáfora idealizada por Fred 04. Como el ecossistema mangular es clave en la biodiversidad planetaria,
Como el manglar es el ecosistema biológicamente más rico del planeta, el manguebeat necesitaba formar una escena musical tan rica y diversificada como el mangue. Debido a que la principal bandera del mangue es la diversidad, la agitación en la música contaminó otras formas de expresión culturales como el cine, la moda y las artes plásticas. El manguebeat influenció a muchas bandas de Pernambuco y de Brasil, siendo el principal motor para que Recife volviera a ser un centro musical, y permanecer así hasta hoy.

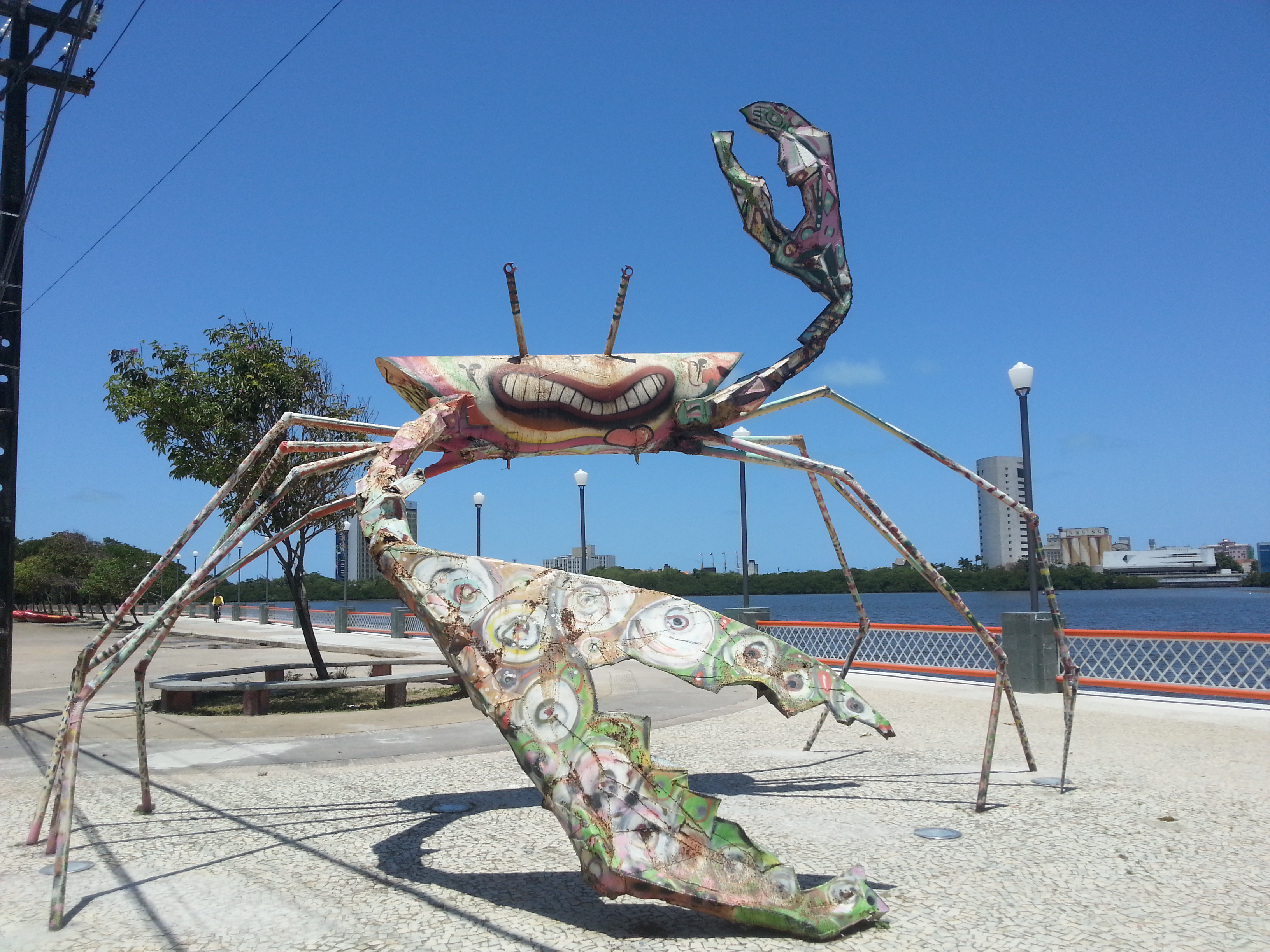

Con el surgimiento de varias bandas en la escena recifense, grabadoras como Sony, Virgin y otras famosas, se dio inicio a una contratación de bandas que se incluían en ese escenario Mangue.
Notables bandas del género manguebeat son Mundo Livre S/A, Chico Science & Nação Zumbi, Sheik Tosado, Mestre Ambrósio, Eddie, Via Sat, Querosene Jacaré y Jorge Cabeleira.